# 플라네타 부르그
플라네타 부르그(Planeta Burg, Planeta Bur)는 소련에서 제작된 파벨 클루샨체프 감독의 1962년 모험, SF 영화이다. 블라디미르 야멜야노프 등이 제작에 참여하였다.

## 출연
- 블라디미르 야멜야노프
- 유리 사란체프

## 제작진
- 프로듀서: Z. Anderson
- 미술: M. Tsybasov